# BK Zenit Sankt Petersburg
Der BK Zenit Sankt Petersburg ist ein russischer Profibasketballverein aus Sankt Petersburg. Momentan spielt der Club in der VTB United League.

## Geschichte
Der Club wurde 2003 unter dem Namen „Dynamo“ Region Moskau gegründet und spielte in der russischen Superliga. Im Sommer 2007 wurde „Dynamo“, das in Ljuberzy residierte, aufgelöst und an seine Stelle trat „Triumph“. Nach seiner Neugründung nahm der Club an verschiedenen Wettbewerben teil. Das beste Ergebnis in der nationalen Meisterschaft war der dritte Platz in der regulären Saison 2011/12. International erreichte Triumph zwei Mal (2009 und 2012) das Halbfinale der EuroChallenge. Ebenfalls 2012 erreichte das Team den zweiten Platz in der regulären Saison der Baltic Basketball League. Der größte Erfolg des Clubs war der Einzug ins Finale der Eurochallenge 2014, das gegen Grissin Bon Reggio Emilia mit 65:79 verloren wurde.
Im Sommer 2014 hat sich die Regierung der Moskauer Region dazu entschieden, nur noch den BK Chimki als Basketballclub zu finanzieren und die Finanzierung des zweiten Clubs der Region, Triumph, einzustellen. Gleichzeitig wurde in Sankt Petersburg die erste Mannschaft von Spartak aufgelöst. So wurde beschlossen Triumph samt Spieler und Trainerstab nach St. Petersburg umzuziehen und unter dem Traditionsnamen „Zenit“ spielen zu lassen.

### Saisonübersicht
| Saison  | Nationalliga | Regulär | Play-off      | Europa                      | Regional                    |
| ------- | ------------ | ------- | ------------- | --------------------------- | --------------------------- |
| 2007/08 | Superliga A  | 4.      |               | ULEB Cup Gruppenphase       |                             |
| 2008/09 | Superliga A  | 5.      |               | EuroChallenge Halbfinale    |                             |
| 2009/10 | Superliga A  | 6.      |               | ULEB Eurocup Gruppenphase   |                             |
| 2010/11 | PBL          | 10.     |               | EuroChallenge Qualifikation |                             |
| 2011/12 | PBL          | 3.      | Halbfinale    | EuroChallenge Halbfinale    | Baltic League Viertelfinale |
| 2012/13 | PBL          | 6.      |               | ULEB Eurocup Last 16        | VTB Liga Achtelfinale       |
| 2013/14 | VTB Liga     | 3. (B)  | Viertelfinale | EuroChallenge Finale        |                             |
| 2014/15 | VTB Liga     | 4.      | Viertelfinale | ULEB Eurocup Achtelfinale   |                             |
| 2015/16 | VTB Liga     | 3.      | Halbfinale    | ULEB Eurocup Achtelfinale   |                             |
| 2016/17 | VTB Liga     | 2.      | Halbfinale    | ULEB Eurocup Viertelfinale  |                             |
| 2017/18 | VTB Liga     | 4.      | 3.            | ULEB Eurocup Viertelfinale  |                             |
| 2018/19 | VTB Liga     | 5.      | Halbfinale    | ULEB Eurocup Top 16         |                             |

## Erfolge
- Finale EuroChallenge: 2014
- Halbfinale russische Meisterschaft 2012